# Août 1883

## Événements
- Le premier ministre roumain Ion Brătianu rend visite à Bismarck.
- 3 août (Hongrie) : affaire de Tiszaeszlár. À l’issue d’un procès pour « meurtre rituel », les Juifs accusés sont acquittés.
- 24 août : mort du « comte de Chambord ». Extinction de la branche aînée des Bourbons.
- 25 août : traité de Hué. L’empire d’Annam reconnaît le protectorat de la France. L’Annam obtient une relative autonomie, tandis que le Tonkin devient un protectorat qui équivaut à une quasi-annexion. Les ports de Qui-Nhon, Tourane et Xuang-Day sont ouverts au commerce. La France voit surtout dans l’occupation de l’Annam un accès au marché chinois. L’empereur d'Annam Ham Nghi résiste par la guérilla à l’occupation française avec l’aide de la Chine (1883-1888).
  - La Chine rejette le traité ce qui provoque la Guerre entre la Chine et la France à l'automne (fin en 1885), dont l’issue laisse aux Français les mains libres en Indochine.
- 26-28 août : située entre Java et Sumatra, le Krakatoa, dont le nom signifie « mont silencieux », connaît un cycle éruptif très violent dont les déflagrations s’étendent jusqu’à Singapour et en Australie. L'effondrement du cratère détruit par l’explosion provoque un immense raz de marée, dont les vagues font le tour de la Terre et qui fait près de 36 000 morts sur les côtes de Java.
- 26 août : éruption du mont Krakatoa en Indonésie
- 31 août : première publication du Calgary Herald.

## Naissances
- 4 août :
  - Jean Marquet, écrivain français en Indochine.
  - René Schickele, écrivain alsacien, essayiste et traducteur.
- 7 août : Gordon Sidney Harrington, premier ministre de la Nouvelle-Écosse.
- 12 août : Marion Lorne, actrice américaine († 9 mai 1968).
- 19 août : Coco Chanel, français, fondatrice d'une maison de haute couture († 1971).

## Décès
- 2 août Ellen McKenna, religieuse et infirmière irlandaise.
- 22 août : Ivan Tourgueniev (64 ans), écrivain, romancier et dramaturge russe.
- 24 août : Henri d'Artois (62 ans), comte de Chambord, aîné des Capétiens et chef de la maison de France (° 1820).